# 三上真一郎
三上 真一郎（みかみ しんいちろう、1940年〈昭和15年〉9月16日 - 2018年〈平成30年〉7月14日）は、日本の俳優。本名・木村 三千夫（きむら みちお）。中華民国上海生まれ、島根県松江市出身。

## 来歴
立教高等学校在学中、1958年に松竹に入社する。同年『若い広場』でデビューし、『野を駆ける少女』『新家庭問答』などに出演する。
山本豊三・小坂一也といった美少年系と3代目三羽烏を組み、当時の松竹の明朗快活路線のなかで、冴えない振られ役を演じることが多かった。
1965年フリーとなり、『仁義なき戦い』、『皇帝のいない八月』、『戦国自衛隊』などの映画や、テレビドラマ・ラジオ・CMに出演。2001年に『巨匠とチンピラ 小津安二郎との日々』（文藝春秋）を刊行。
2018年7月14日16時26分、誤嚥性肺炎のため長野県松本市内の高齢者施設で逝去。77歳没。逝去は同年11月になって明らかにされた。

## 出演

### 映画
- 若い広場（1958年、松竹）
- 野を駈ける少女（1958年、松竹）
- 幸福な家族（1959年、松竹）
- がんばり娘（1959年、松竹）
- バラ少女（1959年、松竹）
- ハイ・ティーン（1959年、松竹）
- 激闘（1959年、松竹）
- 霧ある情事（1959年、松竹）

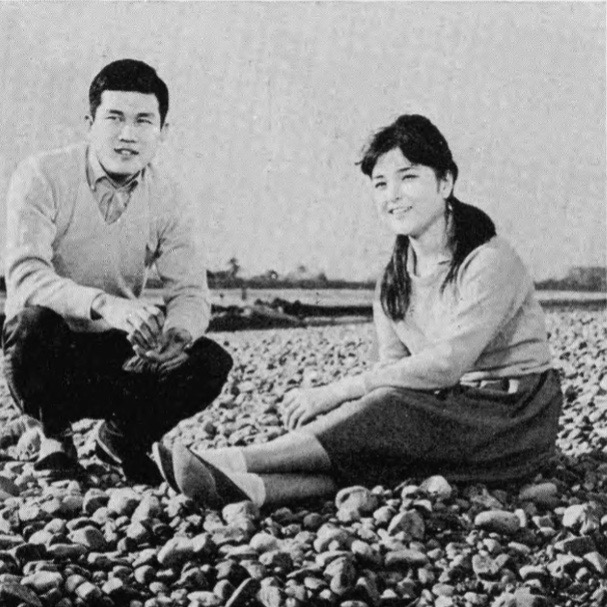
『流し雛』（1962年）

- 銀座のお兄ちゃん挑戦す（1960年、松竹）
- 若手三羽烏 女難旅行（1960年、松竹）
- 予科練物語 紺碧の空遠く（1960年、松竹）
- 白い牙（1960年、松竹）
- 暴れん坊三羽烏（1960年、松竹）
- 乾いた湖（1960年、松竹）
- 血は渇いてる（1960年、松竹）
- 秋日和（1960年、松竹、小津安二郎監督）- 平山幸一
- 愛する（1961年、松竹）
- 非情の男（1961年、松竹）
- はったり青年紳士（1961年、松竹）
- 水溜り（1961年、松竹）
- 花扉（1961年、松竹）
- ひとり寝（1961年、松竹）
- 寛美の三等社員（1961年、松竹）
- 喜劇 金の実る樹に恋が咲く（1961年、松竹）
- 学生重役（1961年、松竹）
- 大当り三代記（1961年、松竹）
- 春の山脈（1962年、松竹）
- 流し雛（1962年、松竹）
- 私たちの結婚（1962年、松竹）
- 僕チン放浪記（1962年、松竹）
- 秋刀魚の味（1962年、松竹、小津安二郎監督）- 平山和夫
- 歌え若人達（1963年、松竹）- 岡田一之助
- 無宿人別帳（1963年、松竹） - 吉助
- 歌くらべ満月城 （1963年、松竹）
- 結婚の設計（1963年、松竹）
- 駆逐艦雪風（1964年、松竹）- 大野一等水兵
- 寝言泥棒（1964年、松竹）
- 乾いた花（1964年、松竹）- 礼二
- 青い目の嫁はん（1964年、松竹）
- 嘘は底抜け（1964年、松竹）
- おかあさんのばか（1964年、松竹）
- 戦場の野郎ども（1964年、松竹）
- この空のある限り（1964年、松竹）- 松崎太郎
- 明日の夢があふれてる（1964年、松竹）
- 大根と人参（1965年、松竹）- 鈴鹿三郎
- サラリーマンの勲章（1965年、松竹）
- 我が青春（1965年、松竹）
- おしゃべりな真珠（1965年、松竹）
- 若い野ばら（1965年、松竹）
- 空いっぱいの涙（1966年、松竹）- 野口
- 純情二重奏（1967年、松竹）
- 博奕打ち 総長賭博（1968年、東映）- 小林音吉
- 待っていた極道（1968年、東映）
- おんな刺客卍（1969年、東映）
- 百万人の大合唱（1972年、東宝）- 茂山記者
- 仁義なき戦い（1973年、東映） - 山守組々員・新開宇市
- 三池監獄 兇悪犯（1973年、東映）- 三津田功男
- 海軍横須賀刑務所（1973年、東映）- カラスの井出
- 仁義なき戦い 頂上作戦（1974年、東映） - 川田組々長・川田英光
- あゝ決戦航空隊（1974年、東映）- 赤松貞明
- 無宿（1974年、勝プロ / 東宝）- 常泰
- 日本暴力列島 京阪神殺しの軍団（1975年、東映）- 中井刑事
- 喜劇 百点満点（1976年、東宝）- 警察官
- 広島仁義 人質奪回作戦（1976年、東映）- 坂本稔
- 皇帝のいない八月（1978年、松竹） - 小森一等陸尉
- 野性の証明（1978年、角川映画 / 東映） - 中戸組々員・支倉常夫
- あゝ野麦峠（1979年、東宝）- 黒木権三
- 黄金の犬（1979年、松竹）- 山崎
- 戦国自衛隊（1979年、角川映画 / 東宝） - 島田吾一三等陸曹
- 刑事物語（1982年、東宝） - 田沢刑事
- 極道の妻たち 最後の戦い（1990年、東映） - 中松組幹部 寺沢耕造
- 激動の1750日（1990年、東映） - 四代目神岡組筆頭若頭補佐兼本部長・根岸力男
- 新極道の妻たち（1991年、東映） - 藤波組ベテラン幹部  矢内一重
- 極道戦争 武闘派（1991年、東映）- 杉倉(ドリーム社重役)
- 獅子王たちの最后（1993年、東映）
- 人間交差点（ヒューマンスクランブル）不良（1993年、パイオニアLDC）- 加納英夫
- 民暴の帝王（1993年、東映） - 堀切裕司
- 武闘の帝王（1993年、ヒーロー）- 村上
- 億万長者になった男。（1994年、ヒーロー）
- 渡世無頼（1995年、シネマパラダイス）- 徳本
- 修羅がゆく（1995年、ヒーロー）- 関東木曜会会長・山城組三代目組長 西条豪次
- 嗚呼!!花の応援団（1996年、GUY'S FILM）- 春山
- 借王５ −THE MOVIE- 沖縄大作戦（1999年、日活）- 国会議員 石山総一郎(防衛省OB)
- TOKYO NOIR トウキョーノワール（2004年、ケイエスエス）

### ドラマ
- ポプラの歌 （1963年、NHK）
- 幕末 （1964年、TBS）
- 武蔵野夫人 （1965年、NTV）
- 喜びも悲しみも幾歳月 （1965年、TBS）
- 特別機動捜査隊 第215話「跫音」（1965年、NET）
- 泣いてたまるか （1966年、TBS）
- 三匹の侍 第4シリーズ 第7話「刺客」（1966年、CX） - 次郎太
- 鞍馬天狗 （1967年、MBS）
- 刑事さん （1967年、NET）
- 37階の男 第12話「さようなら 花の香りよ」（1968年、NTV）
- 銭形平次（CX）
  - 第168話「紫陽花は知っている」（1969年） - 氏家啓四郎
  - 第143話「いれずみ者」（1969年） - 由松
  - 第249話「幻の遺言状」（1971年） - 新助
  - 第569話「可愛げのない娘」（1977年） - 幸助
- 水戸黄門 (TBS)
  - 第1部 第7話「雨あがる -大井川-」（1969年9月15日） - 広太郎
  - 第6部 第28話「めぐり逢い -鎌倉-」（1975年10月6日） - 甚太郎
  - 第7部 第9話「群狼の罠 -松前-」、第10話「吼えろ!! 北海の火縄銃 -函館-」（1976年7月19、26日） - 文吉
  - 第8部
    - 第8話「骨身にこたえた母の愛 -吉田-」（1977年9月5日） - 孝助
    - 第27話「熱湯に浸った悪い奴 -別府-」（1978年1月16日） - 平吉

  - 第12部 第24話「白いお髯の大親分 -追分-」（1982年2月8日） - 磯吉
  - 第20部 第3話「情けが仇のとろろ汁 -駿府-」（1990年11月5日） - 佐吉
  - 第28部 第30話「あばずれ娘と瀬戸の花嫁 -宮島-」（2000年） - 盛山修理
- 戦いすんで日が暮れて （1969年、NTV）
- 日本任侠伝 第1話「国定忠治」（1969年、NET） - 三ツ木の文蔵
- 素浪人 花山大吉 第20話「我が子を拾うバカもいた」（1969年、NET） - 火の玉の政
- 東京バイパス指令 第33話「死の罠」（1969年、NTV）
- 鬼平犯科帳 （NET、1969年）第16話「駿州宇津谷峠」（1970年）- 鎌太郎
- 大坂城の女 （1970年、KTV）
- 細うで繁盛記 （1970年、YTV）
- 木下恵介・人間の歌シリーズ 俄 - 浪花遊侠伝 （1970年、TBS） - 大石鍬次郎
- 江戸川乱歩シリーズ 明智小五郎（12ch）
  - 第15話「怪人二十面相 夜光人間」（1970年）
  - 第16話「怪人二十面相 悪魔の燈台」（1970年）
- 徳川おんな絵巻 第3話「いれずみ美女」・第4話「炎の肌」（1970年、KTV） - 清吉
- 柳生十兵衛 第10話「黒竜の秘密」 （1970年、CX） - 太田数馬
- 大忠臣蔵 第6話「悲報赤穂へ」（1971年、NET） - 大石瀬左衛門
- 大江戸捜査網 第26話「地獄砦 死の攻防戦!」（1971年、12ch） - 平次
- 一心太助 第17話「この子誰の子」（1972年、CX / 国際放映） - 戸川相十郎
- 荒野の用心棒 第33話「反逆の牙は暁を裂いて…」（1973年、NET） - 黒田半四郎
- プレイガールシリーズ（12ch）
  - プレイガール
    - 第244話「柔肌を狙う黒いダニ」（1973年） - 森口敏行
    - 第254話「銃口をやわ肌に向けろ!」（1974年） - 岩上

  - プレイガールQ  第34話「恐怖のタレント失踪事件」（1975年） - 井上
- 事件狩り 第7話「魔がさした若い二人」（1974年、TBS）
- ぶらり信兵衛 道場破り 第48話「五分の虫」（1974年、CX） - 右田浪人
- バーディー大作戦 (1974年、TBS)
  - 第23話「SOS黒猫と幻の女」 - 松本哲夫
  - 第34話「年忘れ新婚除夜の鐘」
- 座頭市物語 第12話「やわ肌仁義」（1974年、CX） - 仙五郎
- ふりむくな鶴吉 第13話「約束」（1975年、NHK）
- 土曜ドラマ (NHK)
  - 松本清張シリーズ・遠い接近（1975年） - 小池
  - 松本清張シリーズ たずね人（1977年） - 及川達男
  - 鎌田敏夫シリーズ 十字路 第二部第3話「南国高知編 結婚しない男と結婚しない女」（1978年）
- あんたがたどこさ （1975年、TBS）
- 遠山の金さん ※杉良太郎版　第33話「五色の手鞠を離すな!!」（1976年、NET）- 平吉
- 子連れ狼 第3部 第9話「匹夫姦婦」（1976年、NTV） - 軽部玄次郎
- 夫婦旅日記 さらば浪人 第15話「三十五万石を賭けた恋」（1976年、CX）
- 江戸を斬るIII 第12話「殴られた水戸烈公」（1977年、TBS） - 由蔵
- 土曜ワイド劇場 (ANB)
  - 狙われた婚約者 （1977年）
  - 自画像の怪・夫の亡霊に脅える女 （1979年）
  - 笑う真犯人・危険な妹 （1981年）
  - 探偵・神津恭介の殺人推理 第11作「密室から消えた美女」（1992年） - 北島義男
- 俺たちの祭 第18話「幸福の時」（1978年、NTV）
- 新・座頭市 第2シリーズ 第12話「雨あがり」（1978年、CX） - 卯吉
- 桃太郎侍 第82話「泣くな妹 兄貴はつらい」（1978年、NTV） - 小平次
- 東芝日曜劇場 / 松本清張おんなシリーズ・心の影 （1978年、TBS） - 竜夫
- 宴のあと（1978年10月29日、NHK） - 刑事
- 大河ドラマ（NHK）
  - 獅子の時代（1980年） - 坂田
  - 武田信玄（1988年） - 前島伊豆守
  - 翔ぶが如く（1990年） - 徳川慶勝
  - 信長 KING OF ZIPANGU（1992年） - 森可成
  - 葵 徳川三代（2000年） - 浅野長政
- 特捜最前線 第163話「ああ三河島・幻の鯉のぼり!」（1980年、ANB）
- 大激闘マッドポリス'80 第14話「ハンター・キラー」（1980年、NTV） - 西山幸男
- 西部警察 第40話「手錠のままの脱走」（1980年、ANB） - 片岡明
- 戦後史実録シリーズ 空白の900分 -国鉄総裁怪死事件- （1980年、NHK）
- 長七郎天下ご免! 第44話「恋も一途の仇討奉公」（1980年、ANB/東映）- 三好金吾
- 柳生あばれ旅シリーズ (ANB)
  - 柳生あばれ旅 第14話「忍者が泣いた港町 -吉田-」（1981年） - 野月源九郎
- 影の軍団シリーズ (KTV)
  - 影の軍団III 第23話「くノ一最後の挑戦」（1982年）
- 西部警察 PART-II 第16話「追撃」（1982年、ANB） - 義青会会長・金井五郎
- 鬼平犯科帳 第3シリーズ 第19話「はさみ撃ち」（1982年、テレビ朝日） - 友蔵
- 木曜ゴールデンドラマ (YTV)
  - 殺意の家 （1982年）
  - 死刑囚・その妻と子は （1982年）
  - 愛と殺意の十字路 （1983年）
  - 嫁・姑・単身赴任 （1986年）
- 時代劇スペシャル（CX)
  - 密偵（1983年、三船プロダクション）
- 遠山の金さん ※高橋英樹版　第1シリーズ 第108話「母子悲歌・愛ひとすじの女!」（1984年、ANB/東映）- 伊三郎
- 花王愛の劇場・わが子よ （1985年、TBS）
- ゴリラ・警視庁捜査第8班 第33話「傷だらけのメロディ」（1989年、ANB）
- はぐれ刑事純情派 (ANB)
  - 第2シリーズ 第18話「殉職刑事の息子」（1989年）
  - 第8シリーズ 第23話「還ってきた女刑事・万引きの誘惑」（1995年） - 病院長・藤沢邦彦
- 鬼平犯科帳（CX / 松竹）
  - 第2シリーズ 第3話「白い粉」（1990年） - 六蔵
  - 第3シリーズ 第17話「忠吾なみだ雨」（1992年） - 梅原の伝七
  - 第4シリーズ 第5話「深川・千鳥橋」（1993年） - 乙斐の文助
  - 第6シリーズ 第6話「はさみ撃ち」（1995年） - 大亀の七之助
- 暴れん坊将軍III 第110話「死闘、護持院ヶ原の果し状」（1990年、ANB） - 岡島弥左衛門
- 暴れん坊将軍IV (ANB)
  - 第33話「頑張れ! 登城拒否侍」（1991年） - 神谷伊賀守
  - 第54話「非情の掟! 激突、父と子」（1992年） - 下村勘兵衛
- 銭形平次 (CX)
  - 第1シリーズ 第13話「大捕物」（1991年） - 泉州屋
  - 第3シリーズ 第8話「覗かれた手紙」（1993年） - 藤岡屋
- 刑事貴族3 第18話「氷の女」（1992年、NTV）
- 清左衛門残日録 第12話「闇の談合」（1993年、NHK） - 樋口孫右衛門
- あなたが好きです（1994年、THK） - 田島豊
- 火曜サスペンス劇場 (NTV)
  - 検察審査員 （1994年）
  - まりえの客 （1994年）
  - 絆（1996年）
  - 当番弁護士6 （1998年）
- 寝たふりしてる男たち （1995年、YTV）
- ザ・美容室 （2000年、THK）
- 愛のことば （2001年、THK）
- 新春ドラマスペシャル 秋刀魚の味 （2003年1月3日、CX）

### Vシネマ
- 監禁逃亡（1992年、ジャパンホームビデオ）- 恵子の父
- 白昼の処刑（1992年、東映ビデオ）
- 仕切り屋五郎（1995年、SHSプロジェクト）